# CJ Cup
La CJ Cup es un torneo de golf profesional del PGA Tour. El torneo se jugó por primera vez en octubre de 2017 al comienzo de la temporada 2017-18, y está patrocinado por CJ Group. Las primeras tres ediciones se jugaron en el Nine Bridges Golf Club en la isla de Jeju, Corea del Sur. En 2020, el torneo se trasladó al campo de golf Shadow Creek en North Las Vegas, Nevada como parte de un Las Vegas Swing en octubre; la medida se debió a las restricciones de viaje por la pandemia de COVID-19. En 2021, los planes de regresar a Corea del Sur se abandonaron y el torneo permaneció en el área de Las Vegas, pero se mudó a The Summit Club en Summerlin, Nevada.

## Ganadores
| Año                    | Ganador           | Puntaje          | Al par           | Margen de victoria | Segundo(s)        | Sede             |
| CJ Cup at Summit       | CJ Cup at Summit  | CJ Cup at Summit | CJ Cup at Summit | CJ Cup at Summit   | CJ Cup at Summit  | CJ Cup at Summit |
| ---------------------- | ----------------- | ---------------- | ---------------- | ------------------ | ----------------- | ---------------- |
| 2021                   | Rory McIlroy      | 263              | −25              | 1 golpe            | Collin Morikawa   | Summerlin        |
| CJ Cup at Shadow Creek |                   |                  |                  |                    |                   |                  |
| 2020                   | Jason Kokrak      | 268              | −20              | 2 golpes           | Xander Schauffele | North Las Vegas  |
| CJ Cup at Nine Bridges |                   |                  |                  |                    |                   |                  |
| 2019                   | Justin Thomas (2) | 268              | −20              | 2 golpes           | Danny Lee         | Jeju             |
| 2018                   | Brooks Koepka     | 267              | −21              | 4 golpes           | Gary Woodland     | Jeju             |
| 2017                   | Justin Thomas     | 279              | −9               | Playoff            | Marc Leishman     | Jeju             |